# Yuki Onna

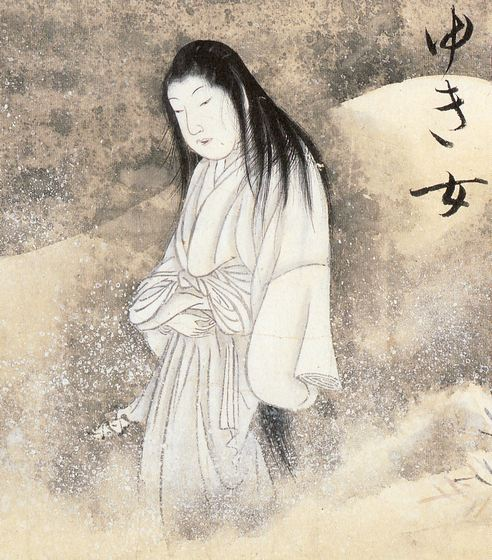
Yuki Onna, ca. 1737

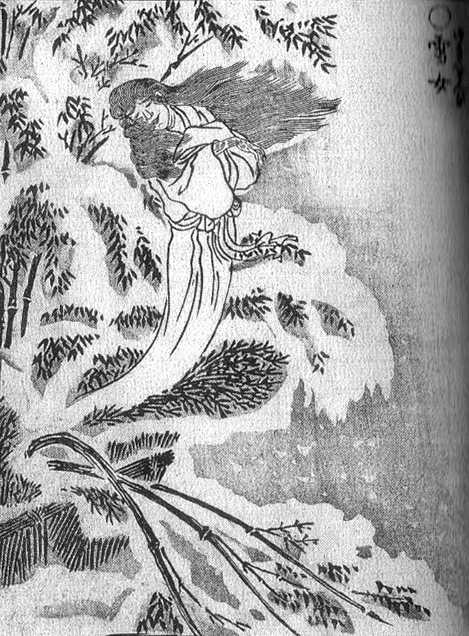
Yuki Onna, ca. 1781

Yuki Onna (Japans: 雪女, sneeuwvrouw) is een Yōkai (monster) uit de Japanse mythologie. De Yuki Onna wordt tegenwoordig met de Yamauba (bergheks) verwisseld. Ze is een bekend figuur in de literatuur en manga.
Yuki Onna is een personificatie van de winter, vooral voor de sneeuwstormen.

## Verschijning
Een Yuki Onna verschijnt als een grote, mooie vrouw met lang zwart haar en blauwe lippen. Haar huid is buitengewoon bleek of doorzichtig, zodat ze met het besneeuwde landschap versmelt. In enkele legenden draagt ze een witte kimono.
In andere verhalen is ze naakt en zijn alleen haar gezicht en haren te zien. Ondanks haar mooie uiterlijk, kunnen mensen enorm schrikken voor haar ogen. Ze zweeft over de sneeuw, zonder voetafdrukken achter te laten. In enkele verhalen wordt verteld dat ze geen voeten heeft (een kenmerk van de Yūrei, Japanse geesten).
Als ze bedreigd wordt, kan ze in nevel of sneeuw veranderen.

## Gedrag
Yuki Onna zijn mooi en rustig, maar ook meedogenloos bij het doden van hun slachtoffer. Tot in de achttiende eeuw werden ze als boosaardig omschreven. Tegenwoordig omschrijven de verhalen hen veel menselijker.
In veel verhalen toont de Yuki Onna zich aan reizigers die in sneeuwstormen terecht zijn gekomen. Ze gebruikt haar ijzige adem om de personen als bevroren lijken achter te laten. In andere legenden laat ze mensen zo lang ronddwalen, dat ze omkomen door uitputting. In enkele verhalen heeft ze een kind bij zich. Als iemand contact zoekt met dit kind, wordt hij of zij ter plekke ingevroren. Ouders die verloren of weggelopen kinderen zoeken, zijn bijzonder vatbaar voor deze list.
In andere verhalen is de Yuki Onna nog agressiever. Ze dringen binnen in de huizen van mensen om ze in hun slaap te doden. Volgens enkele verhalen drukken ze de deuren met een krachtige windstoot kapot, in andere verhalen moet de Yuki Onna gevraagd worden om binnen te komen.
De bedoelingen van de Yuki Onna verschillen van verhaal tot verhaal. Vaak zijn ze al tevreden om de dood van hun slachtoffer te zien. In andere gevallen zuigen ze het bloed of de levenskracht uit het lichaam. Zoals een succubus gebruiken ze mannen met een zwakke wil, tijdens de geslachtsdaad zuigen ze het slachtoffer uit met een zoen of bevriezen hem.
Yuki Onna kunnen ook een zachtere kant hebben. In een Japanse legende laat een Yuki Onna een jongen gaan, omdat hij zo jong en mooi is. Hij moet wel beloven nooit over de Yuki Onna te vertellen. Lang na deze gebeurtenis vertelt de jongen het verhaal toch aan zijn vrouw. De vrouw onthult haar ware gedaante, ze is de Yuki Onna. Ze spaart hem om de kinderen die ze samen hebben. Ze verlaat hem, maar dreigt terug te komen als hij de kinderen slecht behandelt.
In een ander verhaal ziet een man hoe een Yuki Onna zijn reisgezel bevriest met haar adem. Ook hier wordt de man gespaard als hij belooft nooit over de gebeurtenis te spreken. Jaren later wordt de man verliefd op Yuki, ze trouwen en krijgen kinderen. Op een dag weerspiegelt het avondlicht op haar gezicht en hij vertelt over de vreemde ontmoeting. Yuki verandert en haar witte gezicht is verwrongen van woede. Ook hier wordt de man gespaard om de kinderen. Yuki Onna smelt weg en is nooit weer gezien door haar familie.